# Cantó d'Orvault
El cantó d'Orvault (bretó Kanton Orvez) és una divisió administrativa francesa situat al departament de Loira Atlàntic a la regió de Loira Atlàntic, però que històricament ha format part de Bretanya.

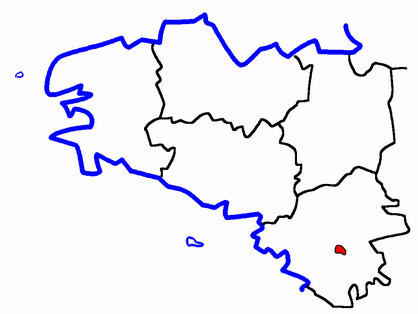
Situació del cantó

## Composició
El cantó aplega 2 comunes:
| Nom francès | Nom bretó | Població | km²   | Codi Postal | Codi INSEE |
| Orvault     | Orvez     | 23.554   | 27,67 | 44700       | 44114      |
| Sautron     | Saotron   | 6.824    | 17,28 | 44880       | 44194      |
| Cantó       | Orvez     | 30.378   | 44,95 | -           | 4454       |

## Història
| Data d'elecció                           | Identitat           | Partit        | Qualitat |
| ---------------------------------------- | ------------------- | ------------- | -------- |
| 1982-1998                                | André Louisy        | UDF           |          |
| 1998-2004                                | Jean-Claude Lebossé | PS            |          |
| 2004-                                    | Joseph Parpaillon   | Divers droite |          |
| les dades anteriors no són pas conegudes |                     |               |          |
|                                          |                     |               |          |